# خفج رقيق الأوراق
خفج نحيل الأوراق (الاسم العلمي: Diplotaxis tenuifolia) هو نوع من النباتات يتبع جنس الخفج من الفصيلة الكرنبية.